# Köseler, Dilovası
Köseler là một xã thuộc huyện Dilovası, tỉnh Kocaeli, Thổ Nhĩ Kỳ. Dân số thời điểm năm 2010 là 540 người.